# Edwin Kangogo Kimaiyo

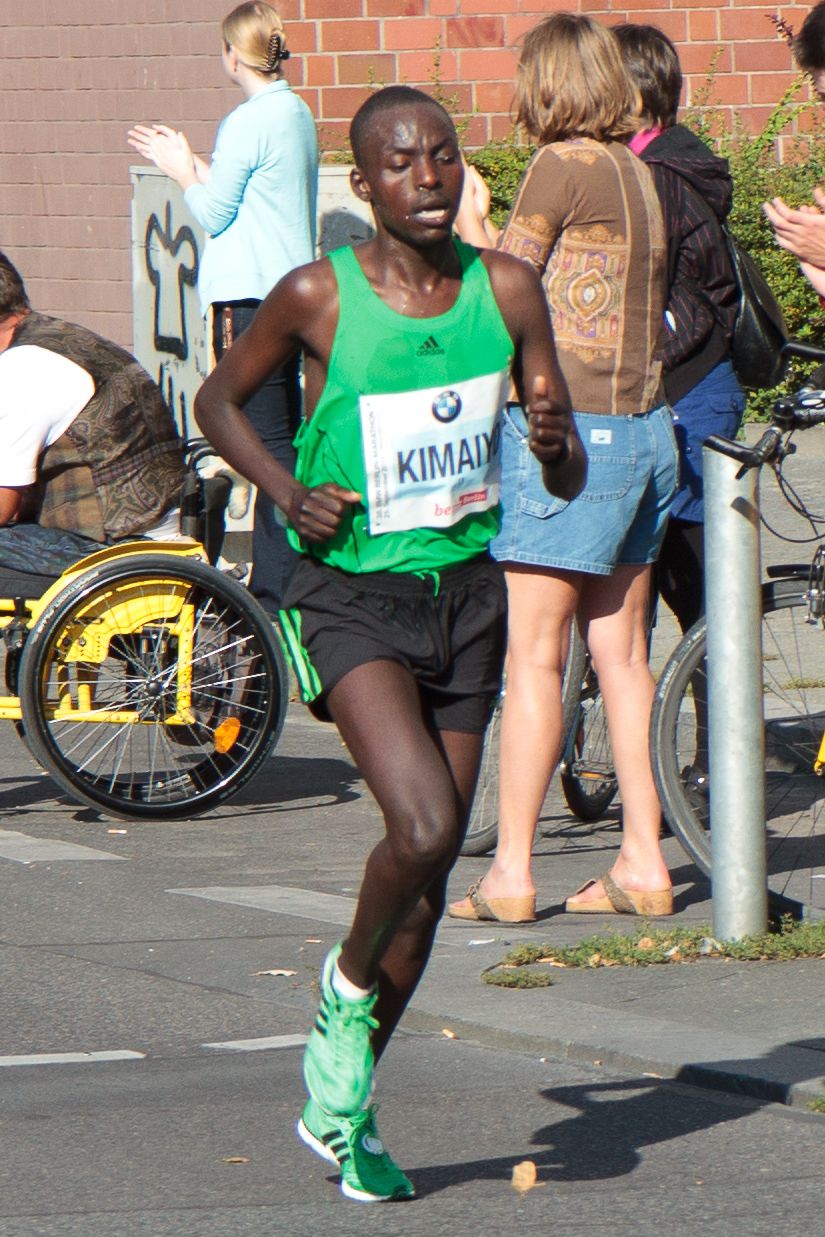
Edwin Kangogo Kimaiyo beim Berlin-Marathon 2011

Edwin Kangogo Kimaiyo (* 1986) ist ein kenianischer Langstreckenläufer, der sich auf die Marathondistanz spezialisiert hat.
Kimaiyo belegte 2009 beim Berliner Halbmarathon in 1:01:04 Stunden den zehnten Platz. Im folgenden Jahr wurde er Neunter beim Enschede-Marathon und Dritter beim Münster-Marathon. 2011 belegte er beim Prag-Marathon den zehnten Platz und wurde beim Berlin-Marathon in 2:09:50 Stunden überraschend Dritter.

## Persönliche Bestzeiten
- Halbmarathon: 1:01:04 h, 5. April 2009, Berlin
- Marathon: 2:09:50 h, 25. September 2011, Berlin